# Pimentelia kuanduensis
Pimentelia kuanduensis es una especie de insecto coleóptero de la familia Chrysomelidae. Fue descrita científicamente en 1939 por Labossiere.